# 이나혼고역
이나혼고역(일본어: 伊那本郷駅)은 일본 나가노현 가미이나군 이지마정에 위치한 도카이 여객철도 이다선의 철도역이다. 상대식 승강장 2면 2선의 구조를 갖춘 지상역이다.

## 타는 곳
| 승강장 | 노선     | 방향 | 행선지             |
| ------ | -------- | ---- | ------------------ |
| 1      | ■ 이다선 | 상행 | 이다 · 덴류쿄 방면 |
| 2      | ■ 이다선 | 하행 | 다쓰노 방면        |

## 역 주변
- 혼고 그랜드
- 이나행정종합소방본부 미나미 소방서

## 역사
- 1918년 7월 23일 : 이나 전차 궤도(1919년에 이나 전기 철도로 개칭)의 나나쿠보 - 이지마 간 연신 때에 개업. 일반역.
- 1943년 8월 1일 : 이나 전기 철도선이 이다선의 일부로서 국유화되어, 일본국유철도의 역이 된다.
- 1966년 3월 25일 : 이다선의 수송력 증강으로 인해 교환 설비를 설치.
- 1971년 12월 1일 : 화물 · 하물의 취급을 폐지. (여객역으로 한다.)
- 1983년 2월 24일 : CTC화에 수반해 무인화.
- 1987년 4월 1일 : 일본국유철도 분할 민영화에 의해, 도카이 여객철도가 승계.
- 2008년 9월 1일 : 승강장 · 맞이방의 개축 착공.
- 2009년 2월 28일 : 신 역사 완성.

## 인접 역
| 도카이 여객철도 이다선 | 도카이 여객철도 이다선 | 도카이 여객철도 이다선 |
| ---------------------- | ---------------------- | ---------------------- |
| 나나쿠보 도요하시 방면 | ■ 이다선               | 이지마 다쓰노 방면     |